# 710-е годы
710-е (семьсо́т деся́тые) го́ды по юлианскому календарю — промежуток времени с 1 января 710 года по 31 декабря 719 года, включающий 710 год 1-го десятилетия   и с 711 по 719 годы    2-го десятилетия VIII века 1-го тысячелетия.  Они закончились 1306 лет назад.

## Важнейшие события
- Арабское завоевание Пиренейского полуострова (711—718).
- Осада Константинополя (717—718).
- 711—715 — Король франков Дагоберт III.
- 26 июля — Битва при Рио-Барбате. Победа арабов над королём вестготов Родриком.
- 711 — Юстиниан отправился в Синопу. Войско Филиппика прибыло в Константинополь и заняло город. Юстиниан с войском прибыл к столице и остановился в Дамастрии. Войско оставило его. 7 декабря — Илья убил Юстиниана. Убит сын Юстиниана Тиберий и многие его приближённые.
- Филиппик созвал собор, который отверг решения VI собора против монофелитов, сверг патриарха Кира и поставил Иоанна-еретика.
- 711—885 — Армения подчинена Халифату.
- 714—715 — Борьба за власть в королевстве франков. Победа незаконного сына Пипина Карла Мартелла (ок.688-741).
- 714 — Майордом Нейстрии Теодоальд[1].

## Персоналии
- 711—713 — Император Византии Филиппик (ум. после 713).
- 712—756 — Император Китая Сюаньцзун (Ли Лун-ки) (Мин-хуан). Девизы «Кай-юань» (Начало эры) (713-41) и «Тянь-бао» (Небесная драгоценность) (742-55).
- 713—716 — Император Византии Анастасий II (ум.719).